# Port lotniczy Zarandż
Port lotniczy Zarandż (IATA: ZAJ, ICAO: OAZJ) – port lotniczy położony w mieście Zarandż, w Afganistanie.